# The Full Monty (musical)
The Full Monty is een musical naar het verhaal van de gelijknamige film uit 1997.  De muziek is van David Yazbek en het script van Terrence McNally. 
Op Broadway speelde de musical vanaf 2000 ruim 800 voorstellingen. Inmiddels is de musicalversie van The Full Monty ook elders te zien, zoals in Japan, Griekenland, Mexico, Spanje, Canada, Nederland en in het Londense West End.

## Verhaal
Door de economische crisis raken grote groepen arbeiders hun baan kwijt. De werkeloze arbeider Berry, die de alimentatie voor zijn zoon niet kan betalen en grote problemen met zijn ex heeft, gaat op zoek naar een bron van inkomsten. Als hij ziet hoe de vrouwen in de stad uit hun dak gaan bij een Chippendales-achtige voorstelling en uitrekent hoeveel geld die show heeft opgeleverd, bedenkt hij samen met vijf medewerkelozen een stripact. Er is alleen één klein probleem: de vijf werkeloze mannen zijn niet bepaald de meest sexy jongens en daarnaast niet in de wieg gelegd voor een striptease-act. Er zit maar een ding op: de enige manier om deze act te laten slagen is om vrouwen naar binnen te lokken en door hen te beloven dat ze zich écht helemaal blootgeven.

## Cast
| Acteur (2009-2010)                                                                 | Acteur (2018)        | Personage               |
| ---------------------------------------------------------------------------------- | -------------------- | ----------------------- |
| Charly Luske                                                                       | Joey Ferre           | Berry Terstegen         |
| Zjon Smaal                                                                         | Dennis Willekens     | Dave van der Molen      |
| Han Oldigs                                                                         | Ad Knippels          | Harold Steenstra        |
| Vincent de Lusenet                                                                 | Kick Spijkerman      | Martin                  |
| Rogier Komproe                                                                     | Juneoer Mers         | Hengst                  |
| Richard Spijkers                                                                   | David van den Tempel | Eric Vogelzang & Ted    |
| Metta Gramberg                                                                     | Brigitte Heitzer     | Jeanette                |
| Wieke Wiersma                                                                      | Julia Herfst         | Pam                     |
| Bettina Berger                                                                     | Hilke Bierman        | Janny van der Molen     |
| Ellen Evers                                                                        | Brigitte Nijman      | Vicky Steenstra         |
| Jary Beekhuizen, Melle Berendsen, Pim van Drunen, Neil van der Hulst, Tim de Jonge |                      | Tommie (zoon van Berry) |

Voor de Nederlandse productie is de vertaling verzorgd door Allard Blom en de regie in handen van Paul van Ewijk. De producent is De Graaf & Cornelissen Producties B.V./ DommelGraaf & Cornelissen Entertainment.
De première van de eerste versie was op 16 november 2009 in de Stadsschouwburg Haarlem. De tweede versie ging op 5 februari 2018 in première in DeLaMar Theater in Amsterdam.